# 東海市立中央図書館
東海市立中央図書館（とうかいしりつちゅうおうとしょかん）は、愛知県東海市中央町三丁目2番地にある公共図書館。分館として名鉄常滑線尾張横須賀駅前に東海市立横須賀図書館（とうかいしりつよこすかとしょかん）がある。
知多郡上野町と横須賀町が合併し、1969年（昭和44年）4月1日に東海市が発足。東海市は1970年（昭和45年）に建設された東海市立上野公民館や移動図書館車で図書館サービスを行っていた。1977年（昭和52年）7月14日には大池公園北東角に独立館である東海市立中央図書館が開館。開館当時の延床面積は、名古屋市を除くと豊橋市図書館・岡崎市立図書館に次いで愛知県下3番目だった。2017年（平成29年）に開館40周年を迎えた。

## 歴史

### 公民館図書室時代(1970-1977)

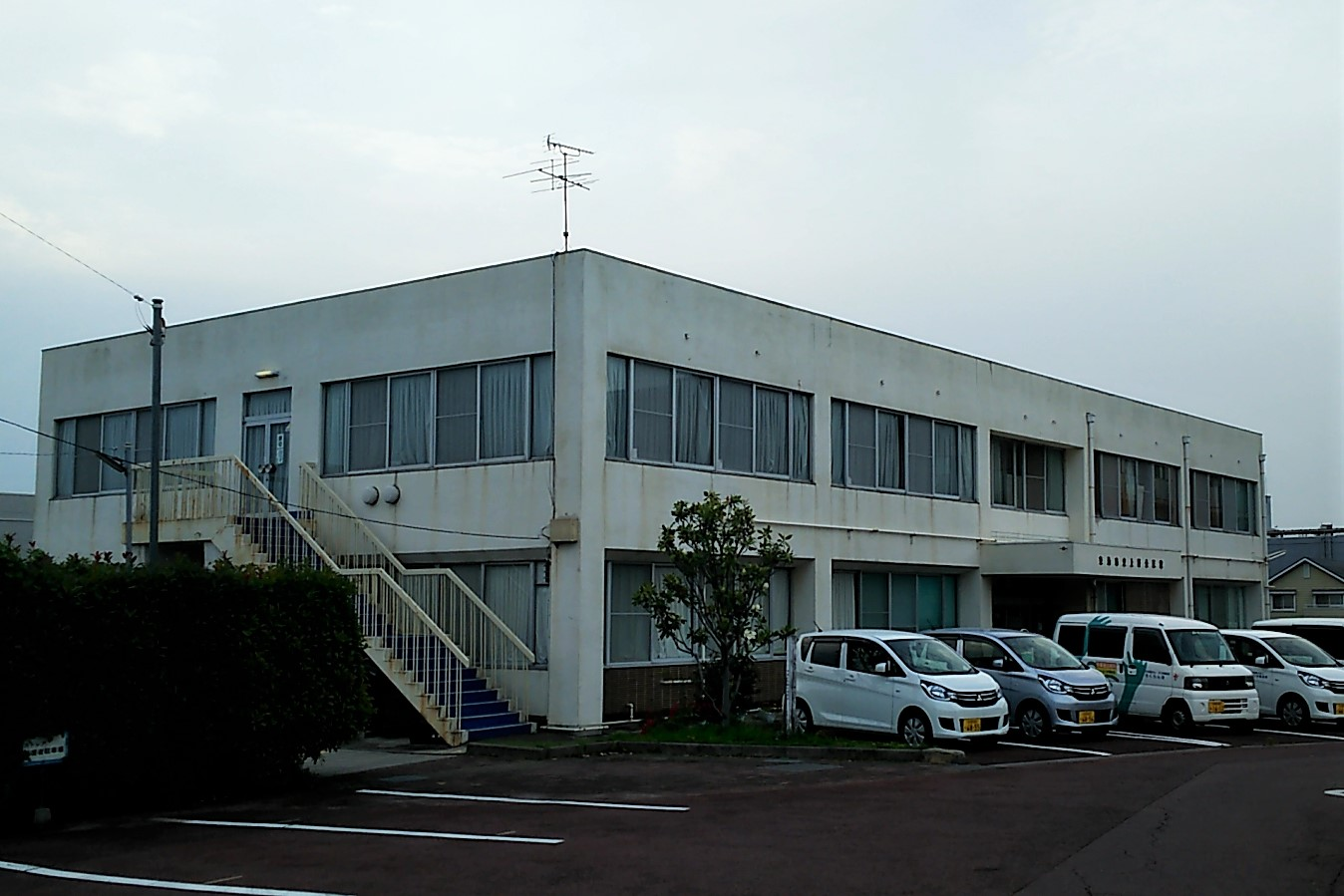
図書室が設置されていた東海市立上野公民館

1969年（昭和44年）4月1日、知多郡上野町と横須賀町が合併して、愛知県下23番目の市として東海市が誕生した。東海市は誕生から約1年間で16もの施設の建設を行っており、東海市役所北庁舎の南側に実質的な中央公民館である東海市立上野公民館の建設を計画。1969年10月に着工し、1970年（昭和45年）4月1日に竣工した。
上野公民館は鉄筋コンクリート造2階建であり、開館時の延床面積は1,046m2とも1,153m2とも。総工費は6480万円。1階には市民談話室・集会室・調理室・資料室が設置され、2階には講義室・展示室・図書室・会議室が設置された。
1968年（昭和43年）時点で蔵書数は3,496冊であり、内訳は文学が約2,300冊、歴史が約900冊、社会科学が約350冊などだった。1970年代には蔵書数を大きく増やし、1977年（昭和52年）時点では約42,000冊だった。1977年時点で東海市の人口は約96,000人に達していたが、図書館は設置されておらず、上野公民館図書室と移動図書館車「みどり号」で図書館サービスを行っていた。

### 東海市立中央図書館(1977-)

#### 開館

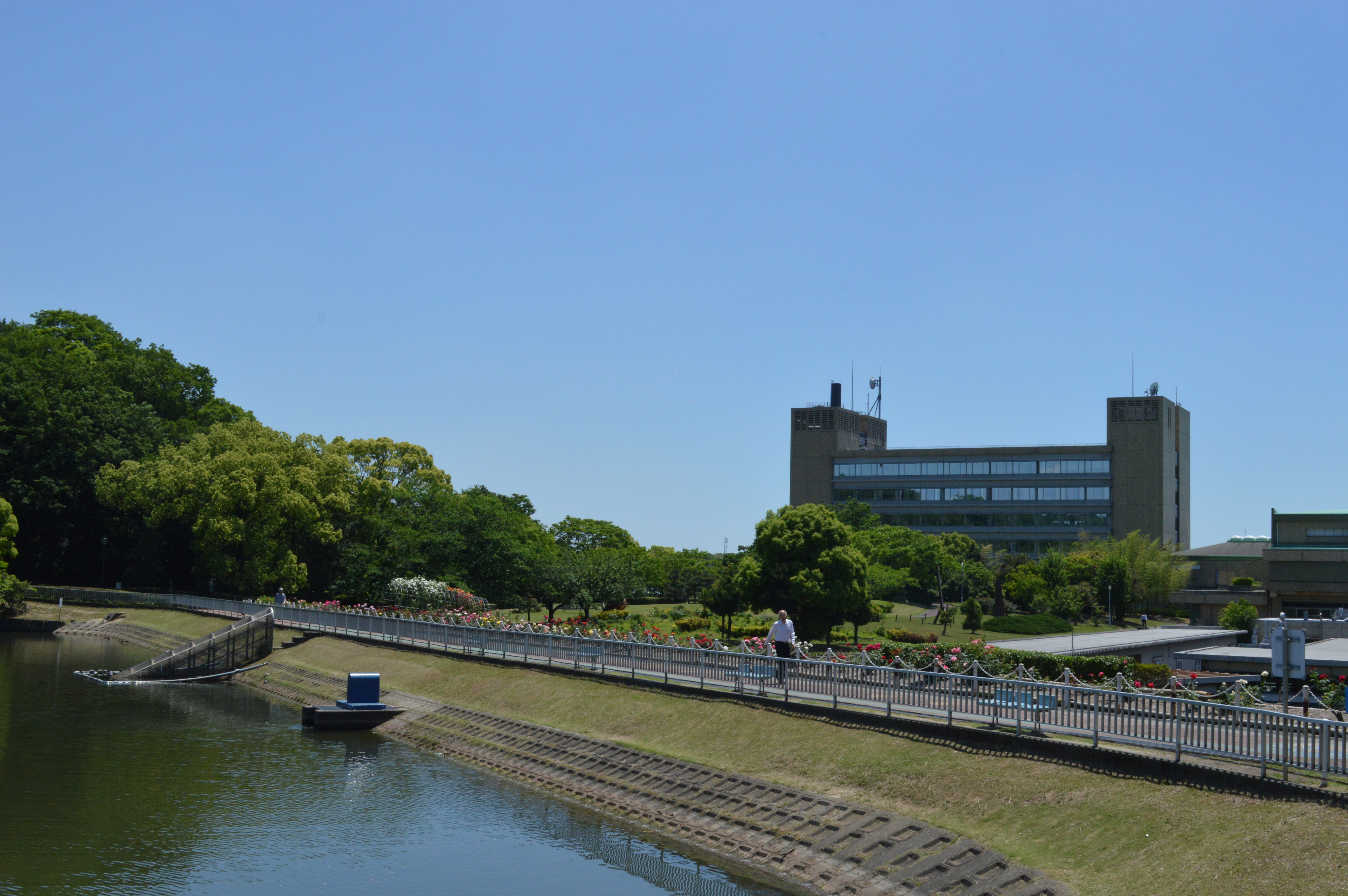
大池公園と東海市役所

1973年（昭和48年）には大池公園の整備が完了した。東海市は市域の中央部にある大池公園の北東角に図書館の建設を計画し、1976年（昭和51年）6月末までに用地の造成を行い、7月に建物の建設に着手。中部電力知多火力発電所5号機・6号機の増設に伴う電源三法の交付金を主体として建設されており、総工費は約3億8000万円。
1977年（昭和52年）7月14日に東海市立中央図書館が開館した。開館に向けて約1万冊を新規購入しており、開館当時の蔵書数は約53,500冊。延床面積は2,400m2であり、開館時には知多半島の図書館としては最大だった。また、この延床面積は名古屋市を除くと豊橋市図書館・岡崎市立図書館に次いで愛知県下3番目だった。
開館当初の開館時間は「10時-18時」であり、休館日は火曜・祝日・月末日だった。貸出冊数は3冊まで。1階には特別閲覧室があり、視覚障害者用のヘッドフォンやテープレコーダーなど、車いす利用者用のトイレ、点字ブロックの通路などの設備を有していた。利用者用エレベーターは設置されていないが、車いすの利用者が申し出れば書庫内の業務用エレベーターで2階に上がることができる。点訳ボランティアはおらず、開館時点で点字図書は1冊もなかった。全国の公共図書館では珍しく、床には吸音式のタイルカーペットを敷いた。収蔵可能冊数は16万5000冊であり、うち閉架書庫は12万冊。開館を記念して、8月14日まで展示室で「鉄とわたしたちのまち」と題した展示会を行った。東海市は「鉄に関する資料室」の設置を計画していたが、資料の収集が困難だったことから取りやめられている。

#### 開館後
| 東海市立中央図書館の蔵書数 | 東海市立中央図書館の蔵書数 | 東海市立中央図書館の蔵書数 | 東海市立中央図書館の蔵書数 | 東海市立中央図書館の蔵書数 |
| -------------------------- | -------------------------- | -------------------------- | -------------------------- | -------------------------- |
| 年度                       |                            |                            |                            | 点数                       |
| 1977                       | 1977                       |                            | 68,264                     | 68,264                     |
| 1987                       | 1987                       |                            | 147,904                    | 147,904                    |
| 1997                       | 1997                       |                            | 220,887                    | 220,887                    |
| 2017                       | 2017                       |                            | 321,713                    | 321,713                    |

| 東海市立中央図書館の貸出数 | 東海市立中央図書館の貸出数 | 東海市立中央図書館の貸出数 | 東海市立中央図書館の貸出数 | 東海市立中央図書館の貸出数 |
| -------------------------- | -------------------------- | -------------------------- | -------------------------- | -------------------------- |
| 年度                       |                            |                            |                            | 点数                       |
| 1977                       | 1977                       |                            | 213,374                    | 213,374                    |
| 1987                       | 1987                       |                            | 572,270                    | 572,270                    |
| 1997                       | 1997                       |                            | 716,264                    | 716,264                    |
| 2017                       | 2017                       |                            | 747,874                    | 747,874                    |

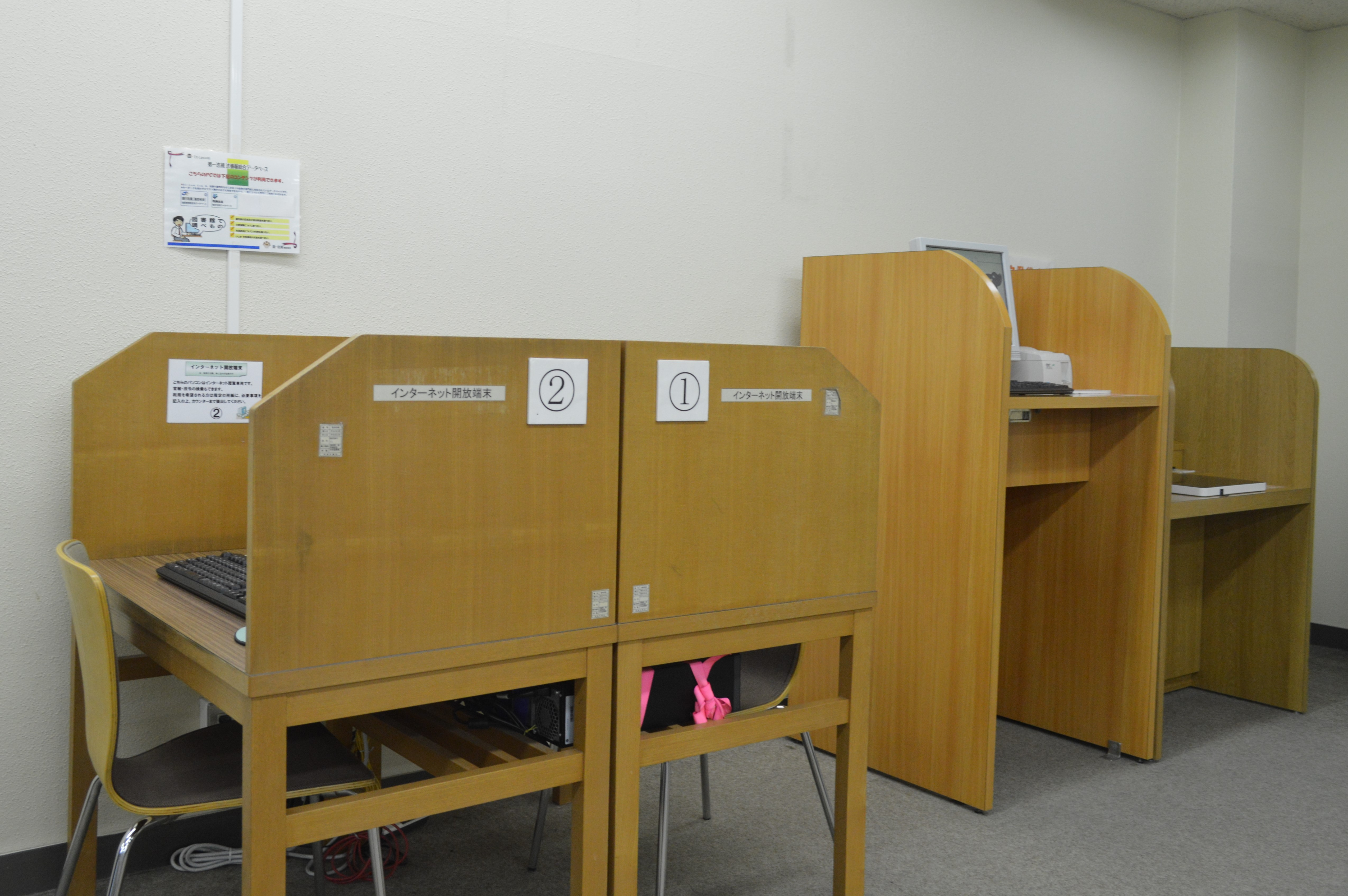
インターネット開放端末（左）や蔵書検索機

1981年（昭和56年）4月1日には大活字本・点字本コーナーを設置した。1982年（昭和57年）7月15日には児童親子閲覧室の拡張改修工事が完了した。1986年12月には開館以来の総入館者数が200万人を超えた。1987年（昭和62年）7月1日にはコンピュータシステムを導入し、貸出・返却業務が円滑化されたことから、貸出冊数を1人10冊までに増やした。コンピュータの導入によって貸出冊数は一気に増加し、1987年度の貸出冊数は前年度ひ35%増の約57万冊となった。1988年度（昭和63年度）の貸出数は63万冊を超え、「6-10万人」人口規模の自治体としては全国でも上位に位置する。
1989年（平成元年）10月1日にはビデオテープの貸出を開始した。1992年（平成4年）4月1日には開館時間を「10時-19時」とし、祝日も開館日とした。1995年（平成7年）6月1日には愛知県図書館と資料検索オンラインシステムで結ばれた。1996年（平成8年）8月27日には、開館から19年1か月で総貸出冊数が1,000万冊を達成。1997年（平成9年）には開館20周年記念事業を実施し、春から秋にかけて人形劇、講演会、朗読会などを行っている。1997年度末の蔵書数は220,887点、1997年度の貸出数は716,264点であり、東海市の人口は98,842人だったため、住民1人あたりの蔵書数は2.2点、住民1人あたりの貸出数は7.2点だった。1998年（平成10年）には記念冊子『20歳のあゆみ』を刊行した。同年7月1日には利用者開放端末機を設置し、10月21日にはパソコン通信による資料検索を開始した。

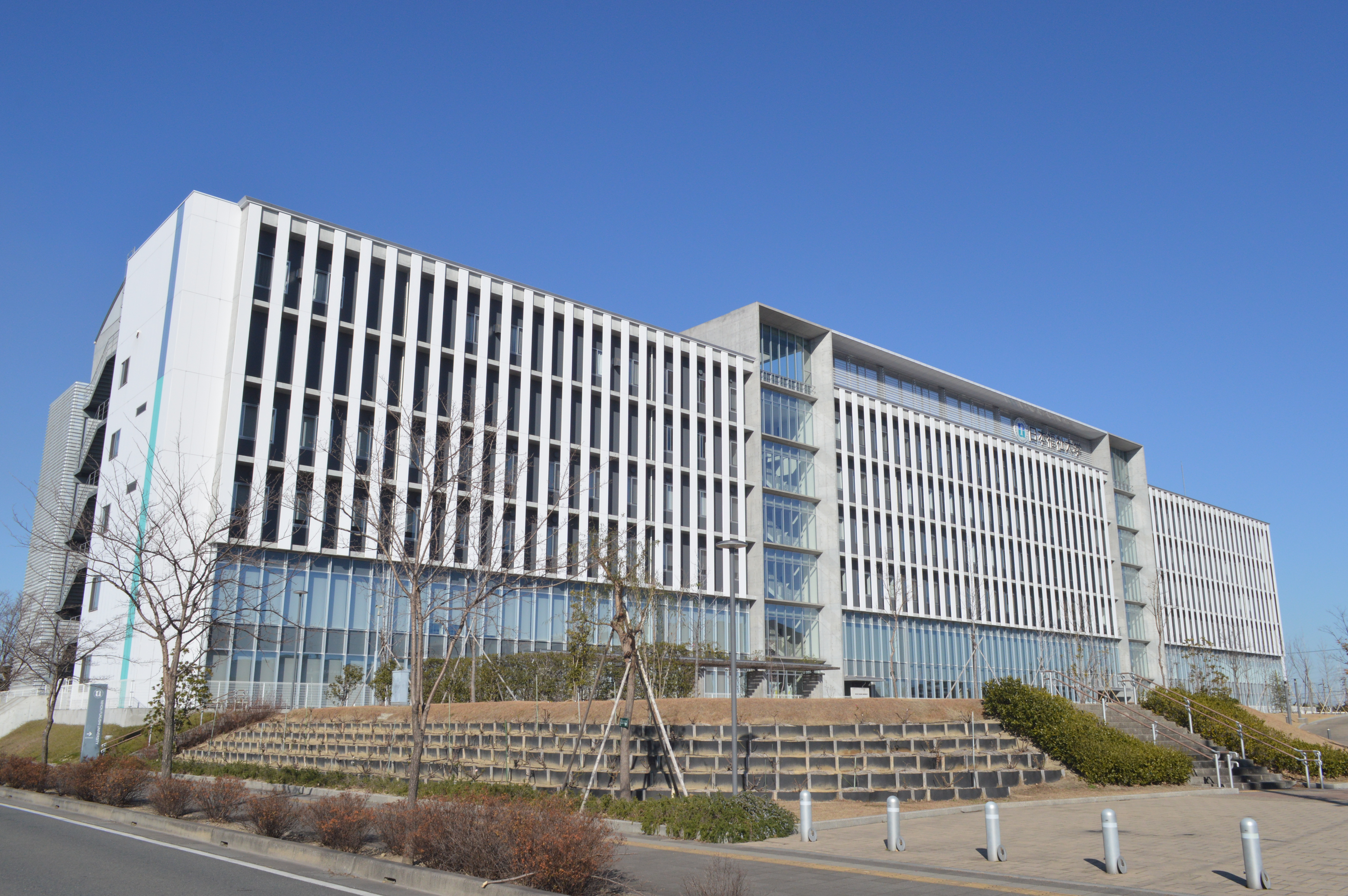
「東海市図書コーナー」を設置した日本福祉大学東海キャンパス

東海市は2000年（平成12年）10月20日に山形県米沢市と姉妹都市提携を結んだことから、提携1周年記念日の2001年（平成13年）10月20日には米沢市の資料を集めた姉妹都市コーナーを設置した。2003年（平成15年）にはDVDの貸出を開始し、小中学校の夏休み期間は月曜日も開館とした。2004年（平成16年）にはインターネット資料検索サービスを開始し、2005年（平成17年）にはインターネット予約サービスを開始した。
2006年（平成18年）にはICタグによる入退館管理システムを導入し、インターネット開放端末を設置した。2007年（平成19年）には開館時間を「9時-20時」に変更し、毎月末日の蔵書整理休館日を廃止した。2009年（平成21年）には自動貸出機を設置した。2015年には市内の日本福祉大学東海キャンパスにある附属図書館東海分館に「東海市図書コーナー」を設置した。2017年（平成29年）には開館40周年を迎え、元プロ野球選手の山崎武司や小説家の中村文則など東海市ふるさと大使のお勧め本を紹介する『図書館で出会ったとっておきの本 東海市立中央図書館開館40周年記念ブックリスト』を刊行した。

## 各館

### 東海市立中央図書館

#### 施設

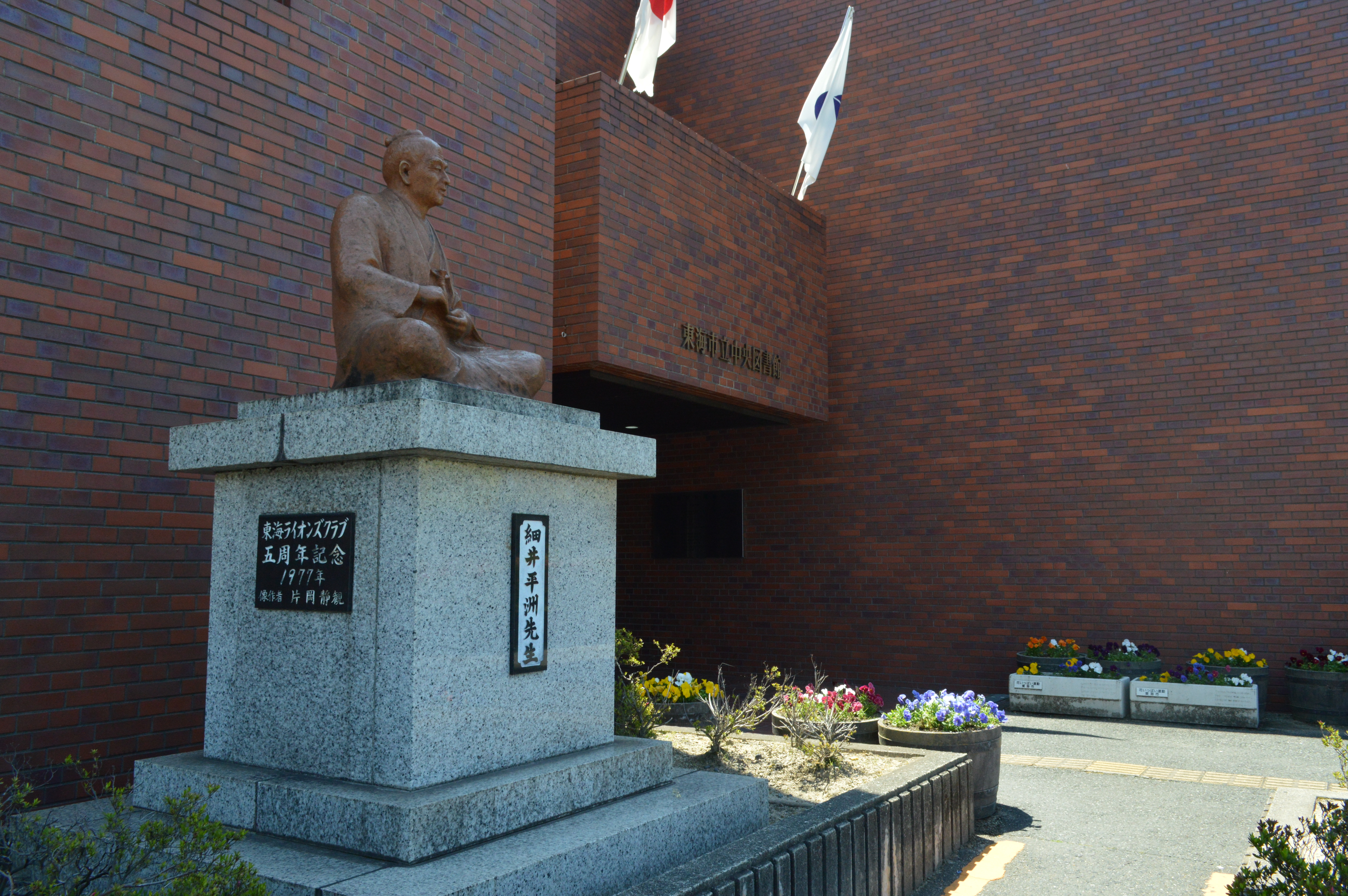
玄関前広場にある細井平洲像

東海市立中央図書館の建物は暗褐色のレンガを模したタイルを張った落ち着いた外観である。約26万冊の蔵書のほかに1万点以上の視聴覚資料を所蔵している。玄関前広場には1977年（昭和52年）の開館時に、江戸時代の儒学者である細井平洲の等身大座像が東海ライオンズクラブから寄付された。製作者は常滑市在住の彫刻家である片岡静観であり、岡島錦也東海市長が台座の題字を書いている。閲覧室の窓からは緑豊かな大池公園を眺めることができる。将来的な3階の増築が可能な設計となっている。
公共交通機関では、名鉄常滑線・河和線太田川駅から東海市循環バス（らんらんバス）北・中ルートで「中央図書館」バス停下車すぐ。

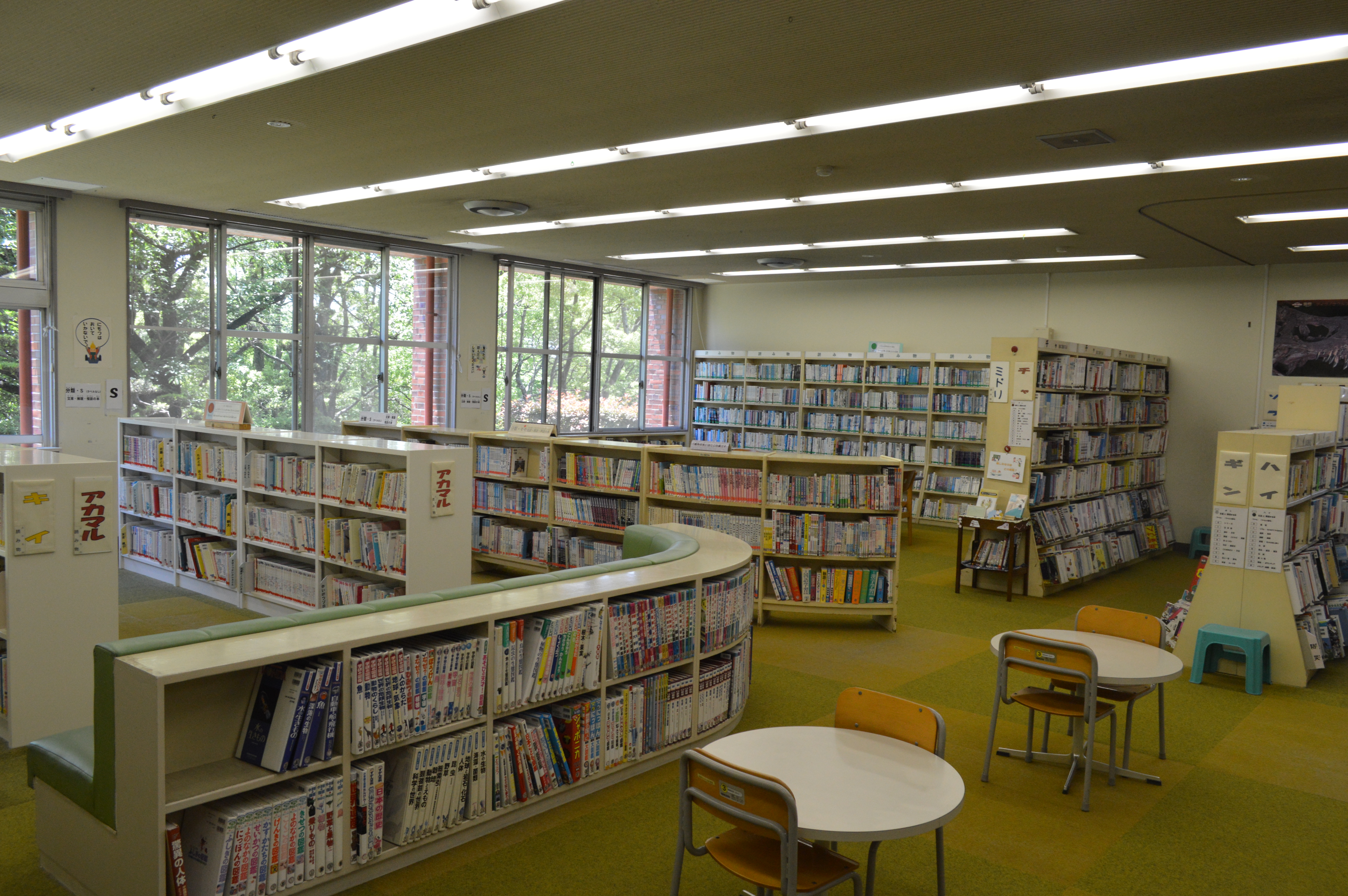
児童書フロア
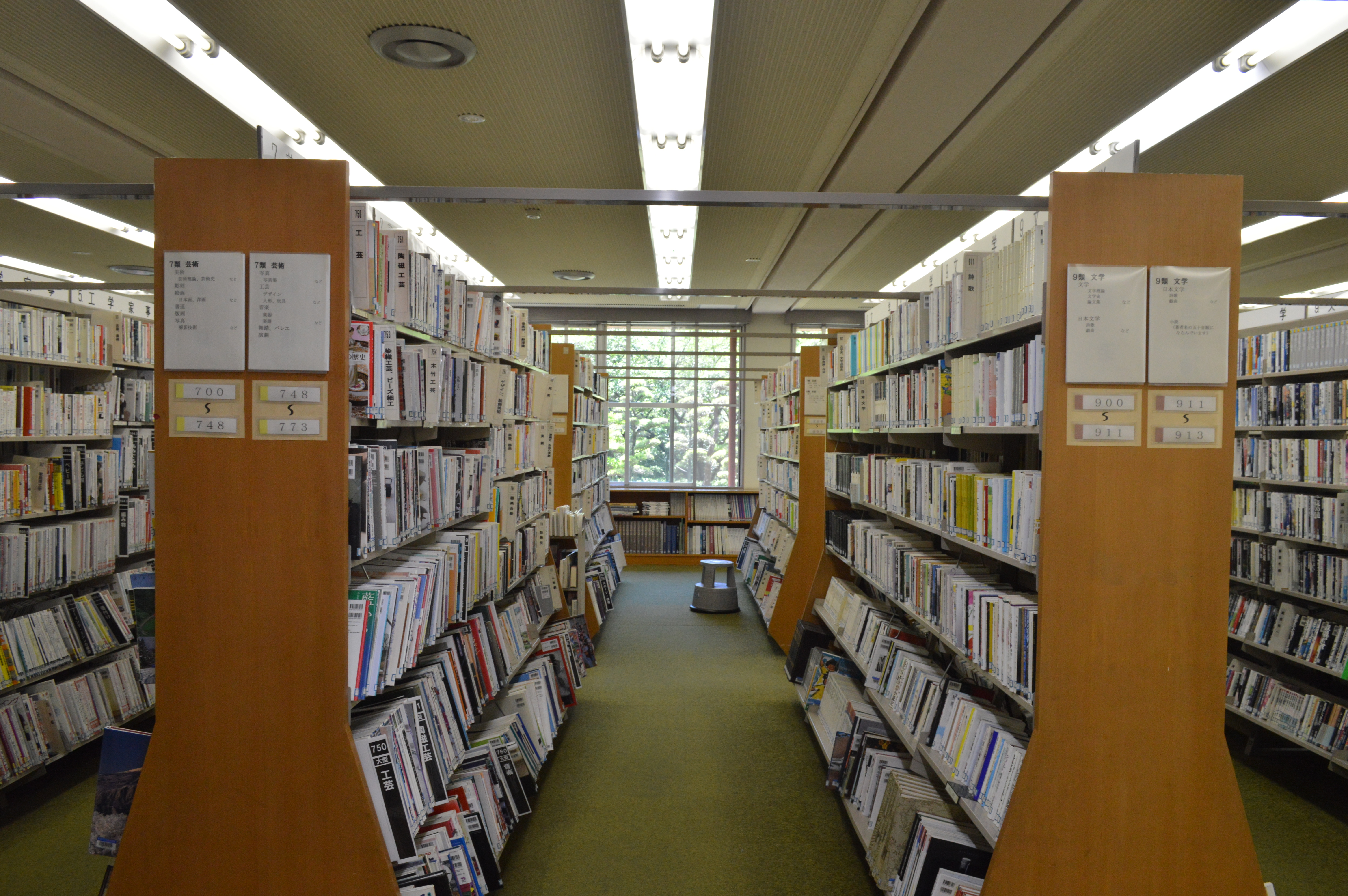
一般書の書架
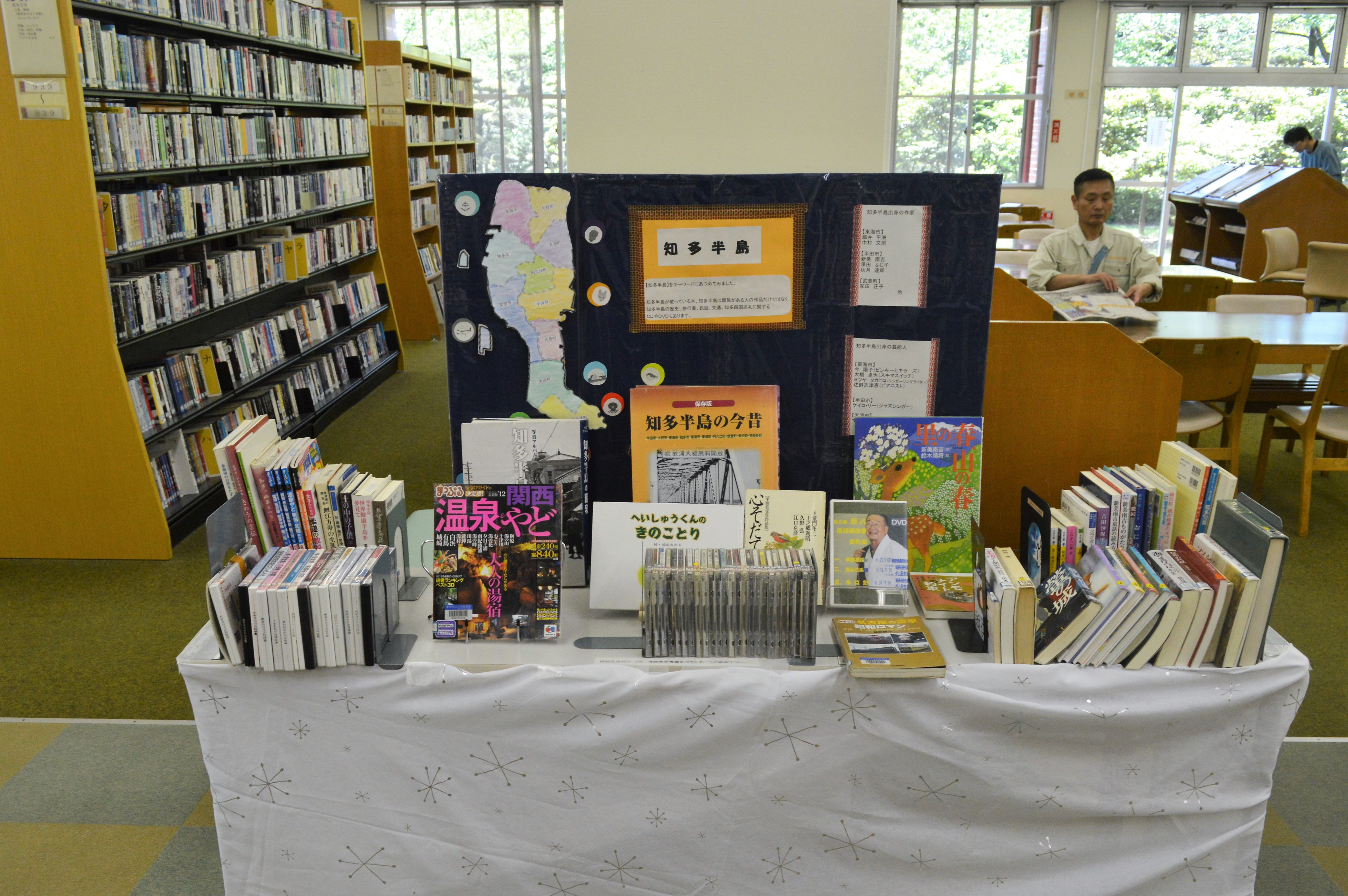
テーマ展示
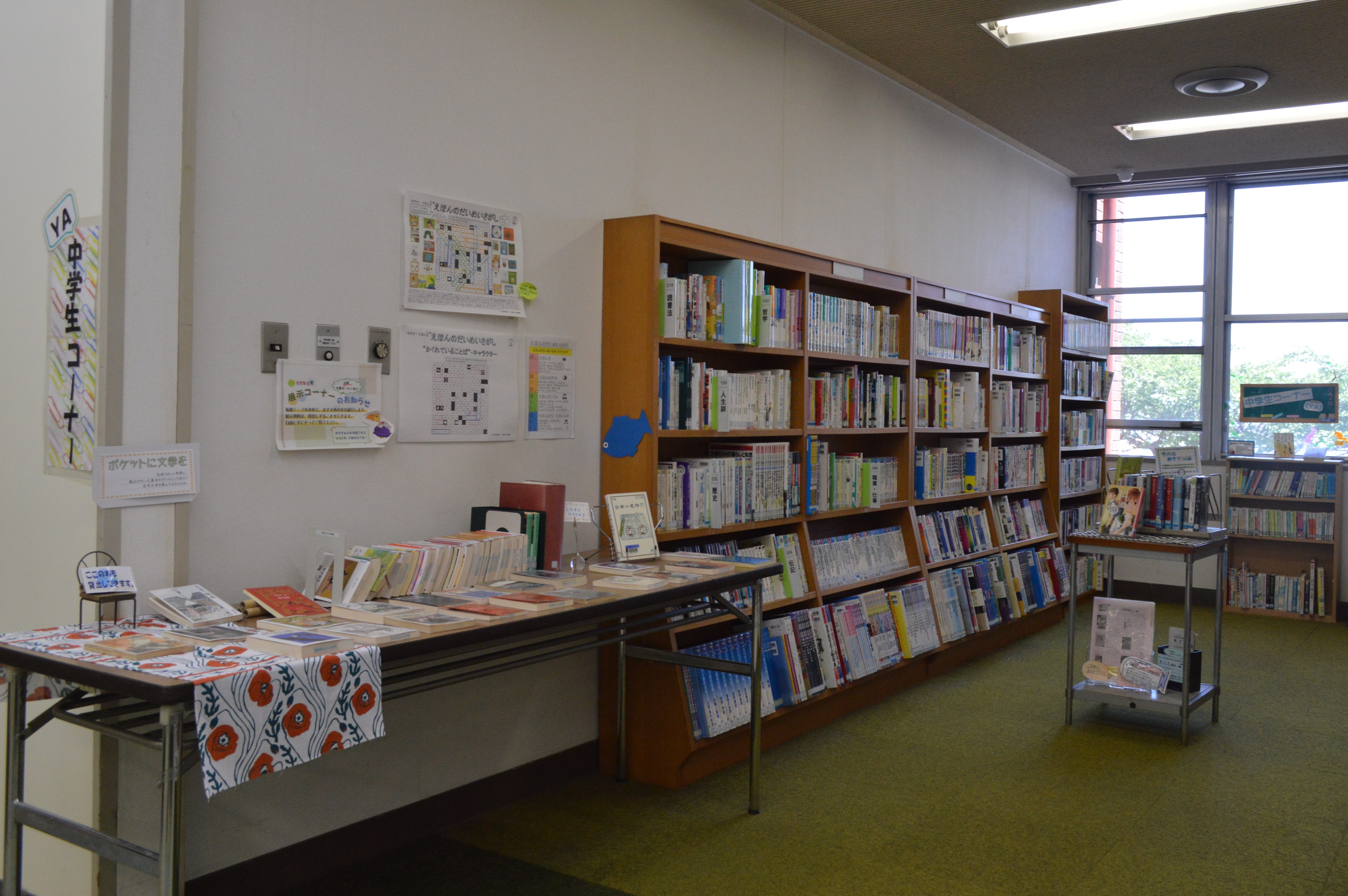
ヤングアダルトコーナー
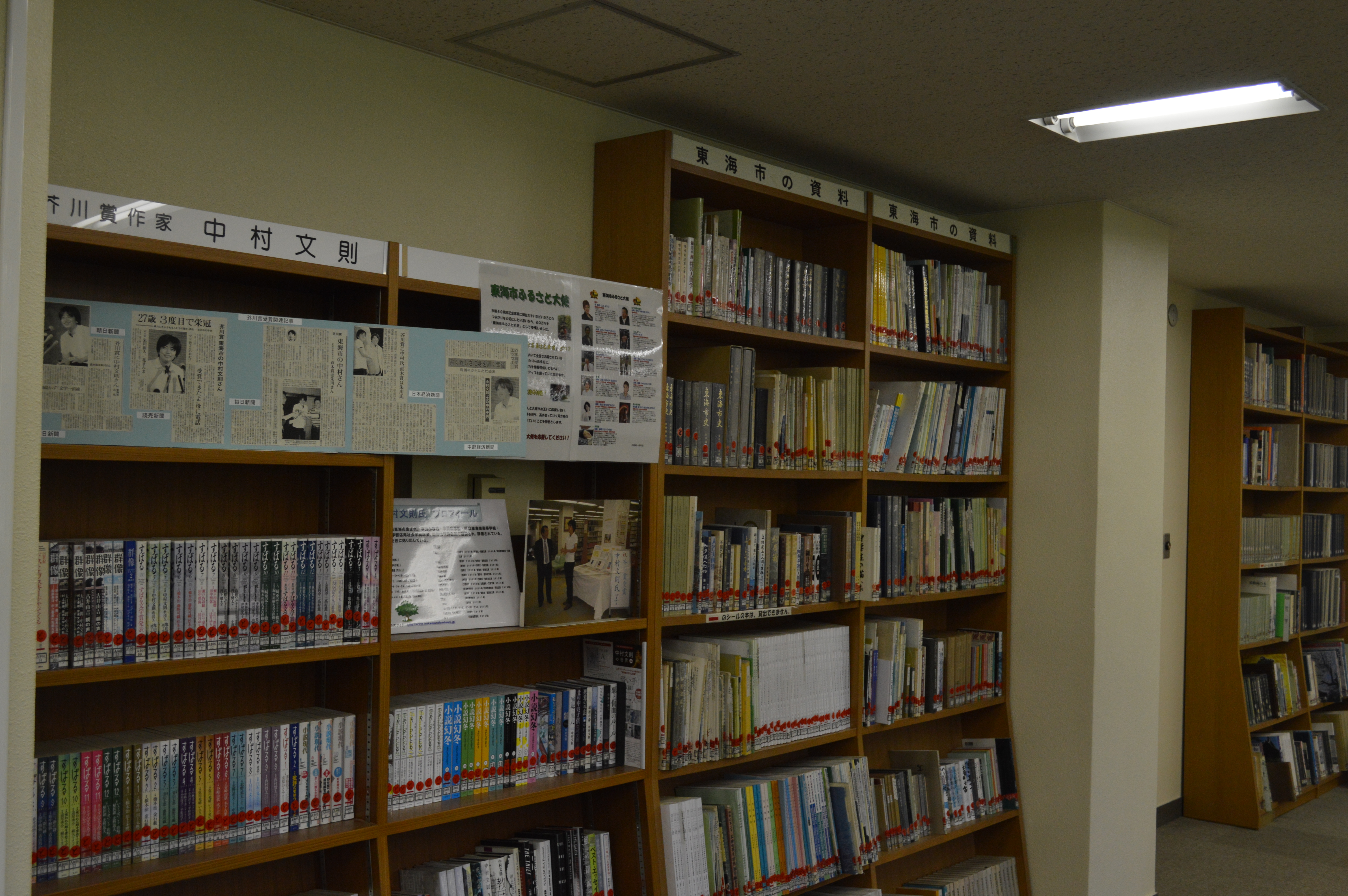
東海市の資料コーナー

#### 特殊コレクション

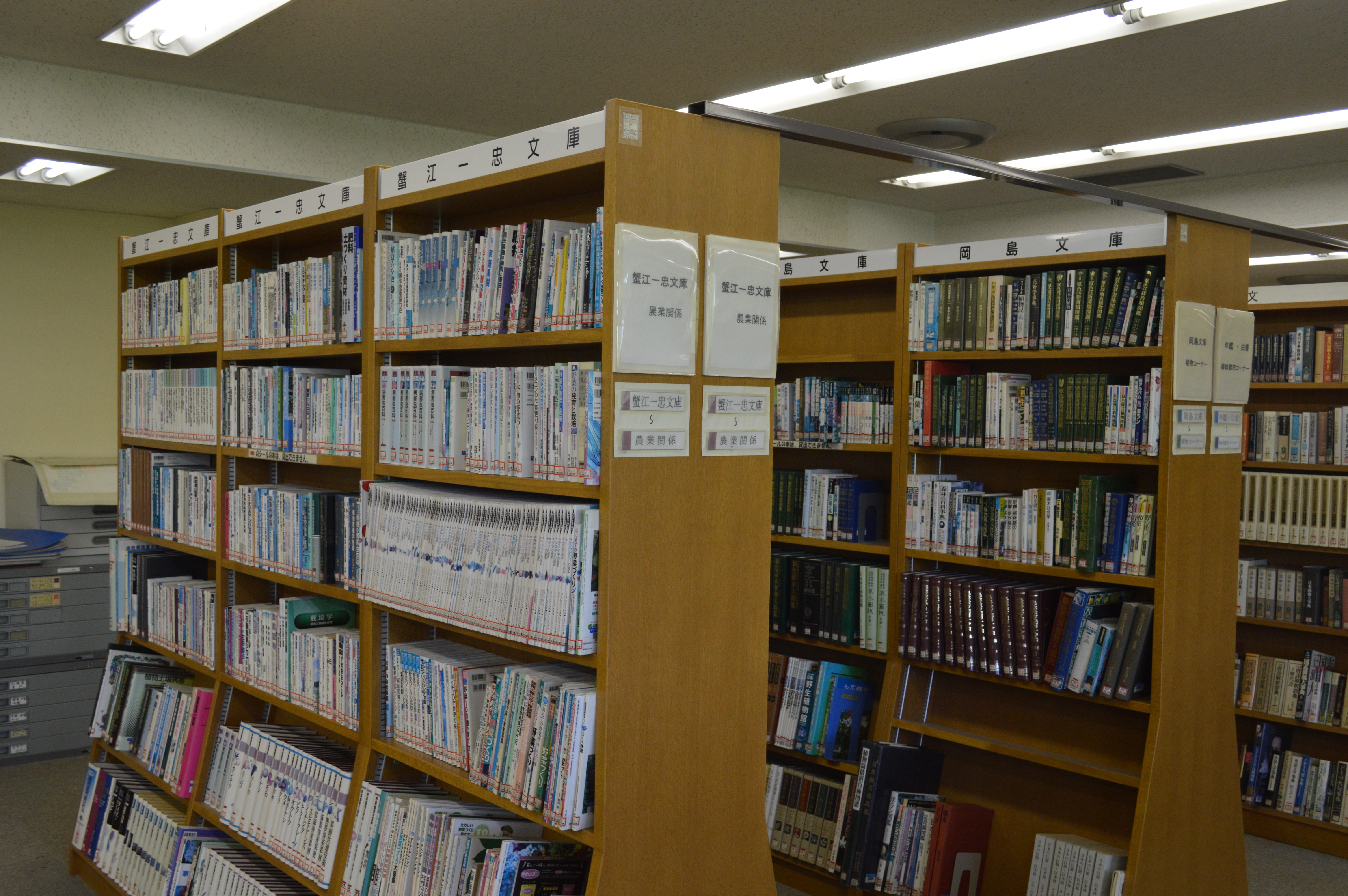
蟹江一忠文庫（左の書架）と岡島文庫（右の書架）

東海市立中央図書館には特殊コレクションとして「岡島文庫」と「蟹江一忠文庫」がある。
- 岡島文庫
岡島錦也は名古屋市出身の愛知県職員であり、愛知県広報課長や愛知県知多事務所長などを歴任した[30]。知多事務所長として上野町と横須賀町の合併に尽力した上で、1969年（昭和44年）の東海市誕生後から1985年（昭和60年）まで東海市長を務めた[30]。私生活では植物の調査をライフワークとし[25]、1994年（平成6年）には東海市北部の埋め立て地にユリ科ツルボラン属のハナツルボランが帰化して自生しているのを発見した[30]。1997年（平成9年）12月2日には岡島の遺志により、植物関連の資料を約320冊集めた「岡島文庫」を開設している[22][25]。

- 蟹江一忠文庫
蟹江一忠は知多郡荒尾村（現・東海市）出身の実業家であり、1962年（昭和37年）から1982年（昭和57年）までカゴメ株式会社社長を務めた人物である。2007年（平成19年）10月5日には、蟹江一忠図書購入基金を活用し、寄付者である蟹江の意向により、農業関連の図書を約1,200冊集めた「蟹江一忠文庫」を開設している[25]。

### 東海市立横須賀図書館
東海市は名鉄常滑線尾張横須賀駅前のJAあいち知多横須賀支店ビルを取得し、図書館分館を含めた教育施設「まなぶん横須賀」として整備。2018年（平成30年）12月25日に開館式を行い、2019年（平成31年）1月4日に東海市立横須賀図書館が開館した。
「まなぶん横須賀」1階と4階が横須賀図書館となっている。1階に街角サロン・一般コーナー・児童コーナー・読み聞かせコーナー・閲覧コーナーが、4階に閲覧学習コーナー・会議室が設けられている。2階には不登校支援施設のほっと東海、3階には東海市立教員研修センターが設けられている。名鉄常滑線尾張横須賀駅西口からすぐの場所にある。東海市循環バス（らんらんバス）南ルート「尾張横須賀駅前」下車すぐである。

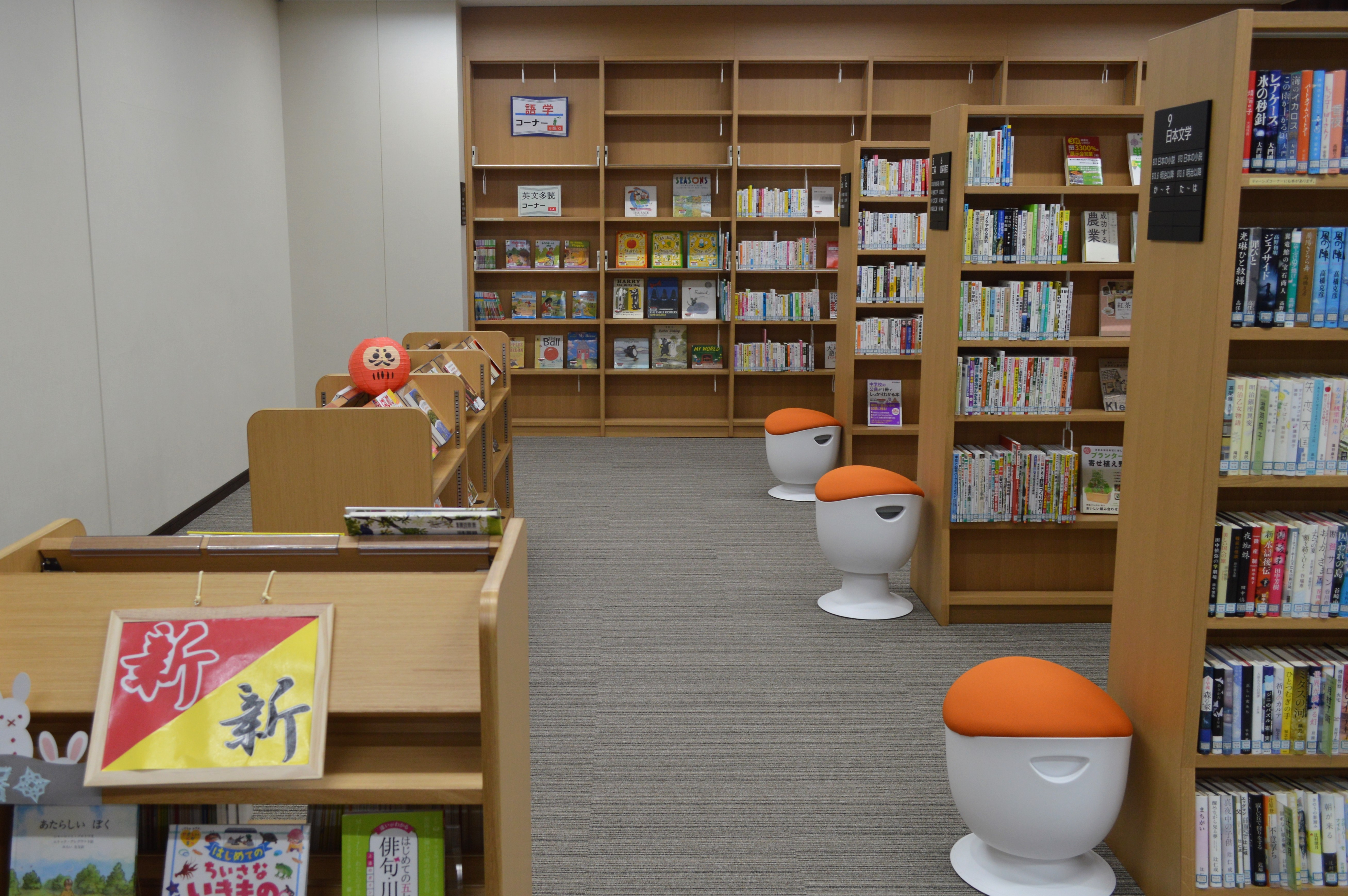
一般書の書架
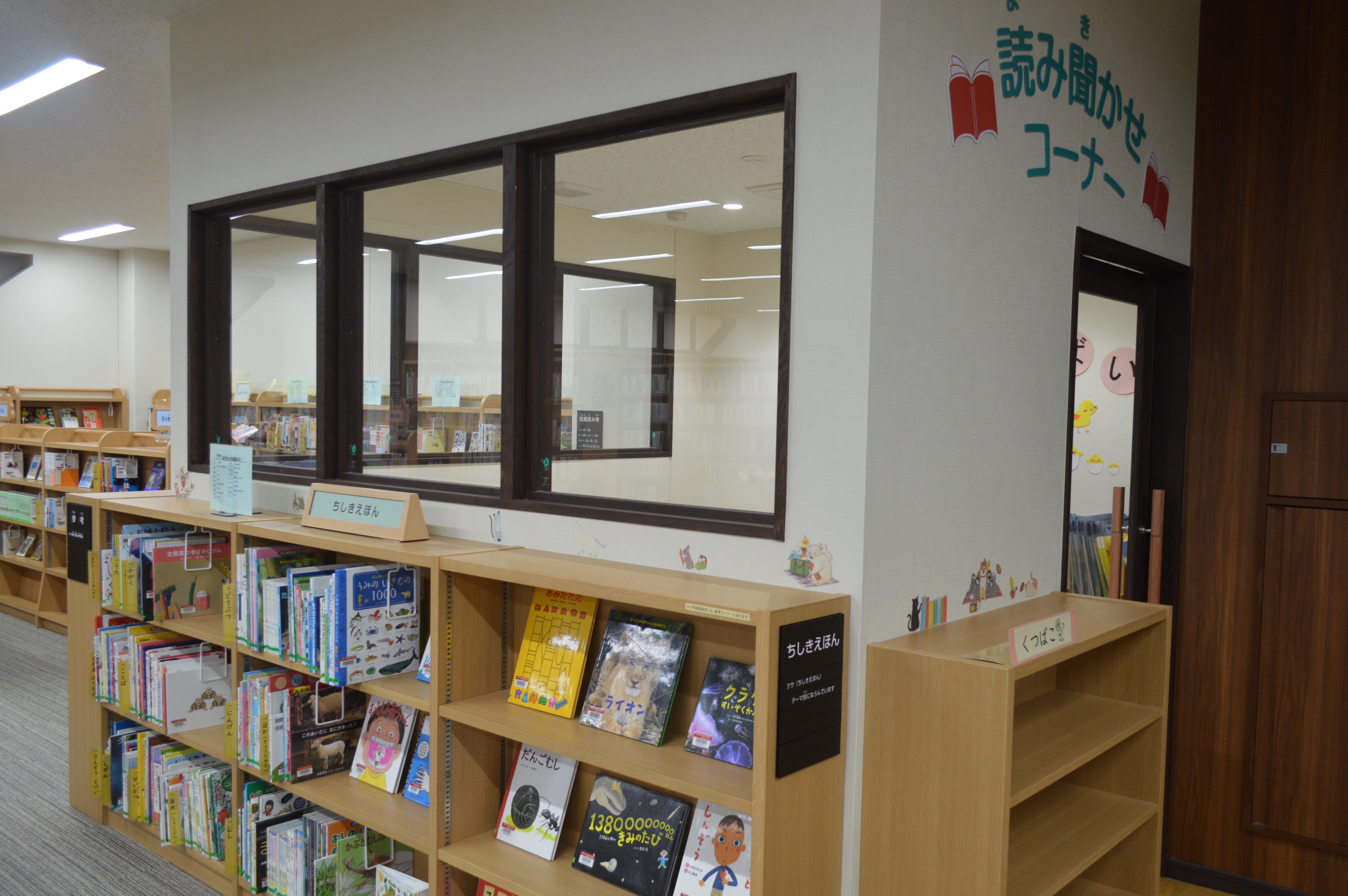
読み聞かせコーナー
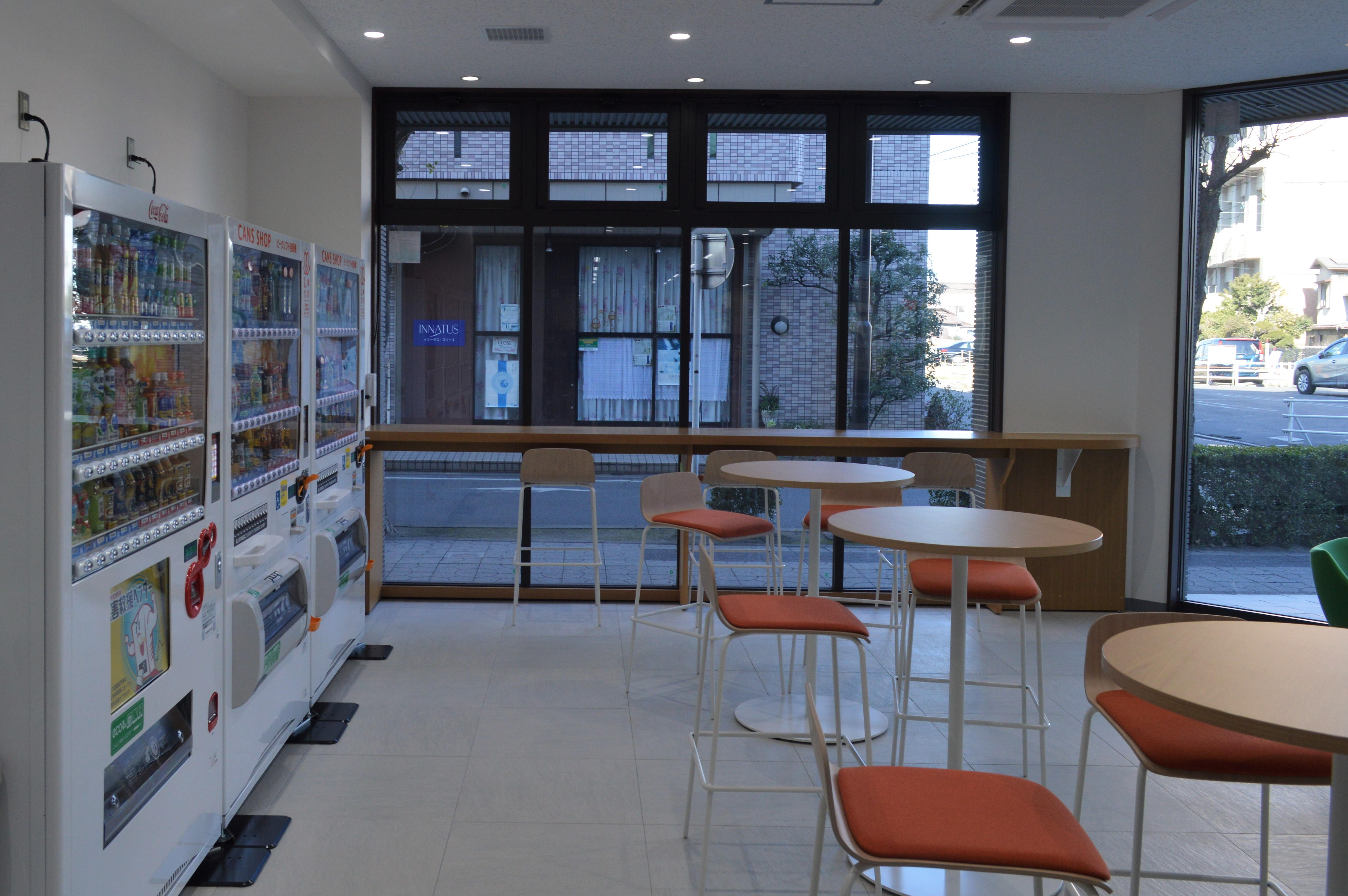
街角サロン
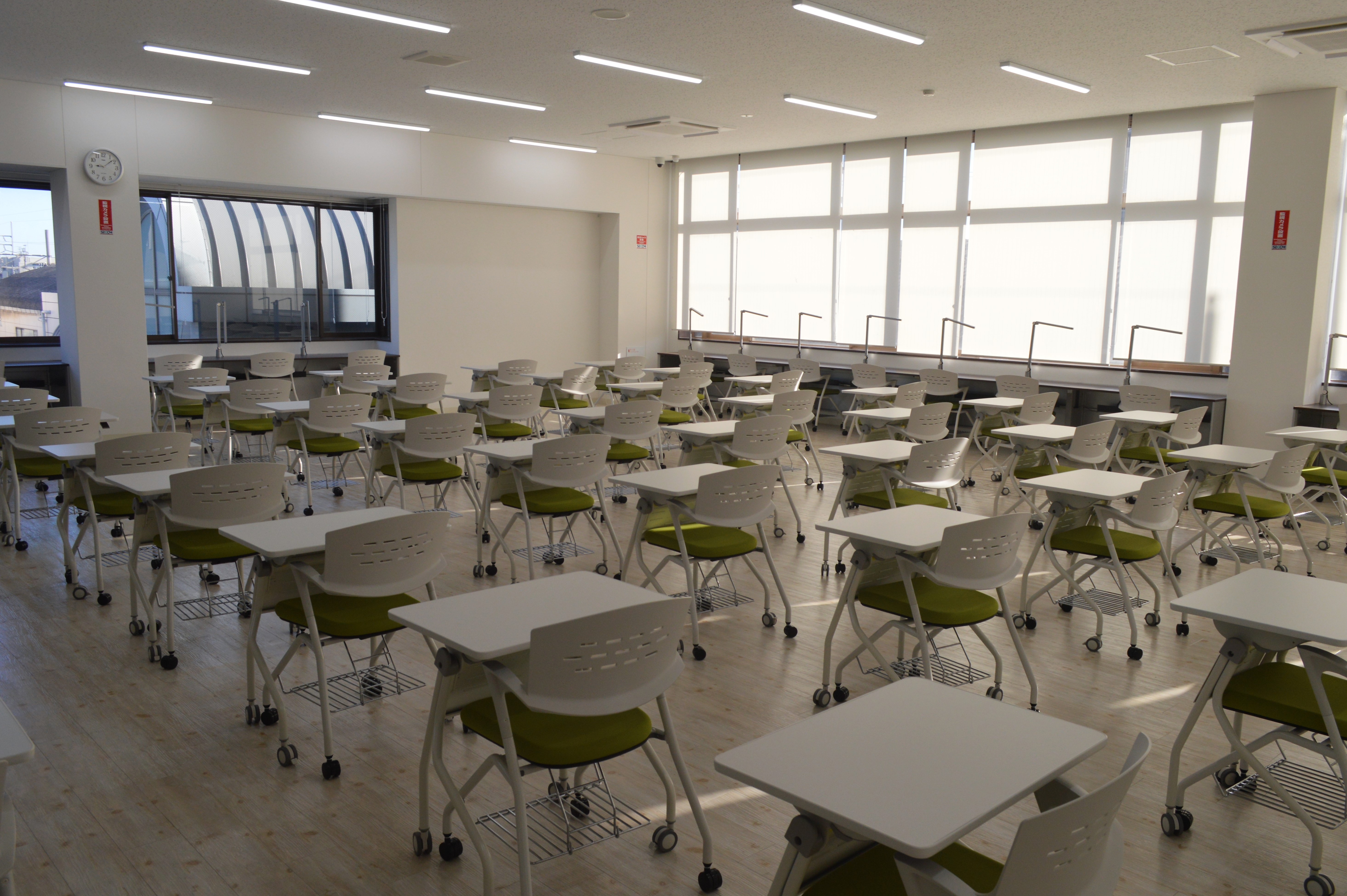
閲覧学習コーナー

### ネットワーク施設
| 東海市立中央図書館のネットワーク施設 | 東海市立中央図書館のネットワーク施設 | 東海市立中央図書館のネットワーク施設 |
| 名称                                 | 所在地                               | 利用時間                             |
| ------------------------------------ | ------------------------------------ | ------------------------------------ |
| 東海市芸術劇場                       | 大田町下浜田137                      | 9時-21時                             |
| 東海市青少年センター                 | 大田町細田9-1                        | 8時30分-21時                         |
| 東海市上野公民館                     | 名和町南之山10-4                     | 8時30分-21時                         |
| 東海市緑陽市民館                     | 名和町蓮池18-1                       | 9時-17時                             |
| 東海市富木島公民館                   | 富木島町東山田7-1                    | 9時-17時                             |
| 東海市加木屋公民館                   | 加木屋町一本木2-1                    | 9時-17時                             |
| 東海市加木屋南市民館                 | 加木屋町北鹿持20-24                  | 9時-17時                             |

東海市芸術劇場・東海市青少年センター・東海市立上野公民館・東海市立緑陽市民館・東海市立富木島公民館・東海市立加木屋市民館・東海市立加木屋南市民館の計7施設を「ネットワーク施設」と位置付けており、インターネット上で予約した図書の貸出や、中央図書館で借りた図書の返却などが可能である。中央図書館から各ネットワーク施設に対しては、毎週水曜日と金曜日の週2回の配送を行っている。2019年1月4日に東海市立横須賀図書館が開館したことから、2018年12月28日には東海市立文化センターのネットワーク施設としての役割を廃止した。

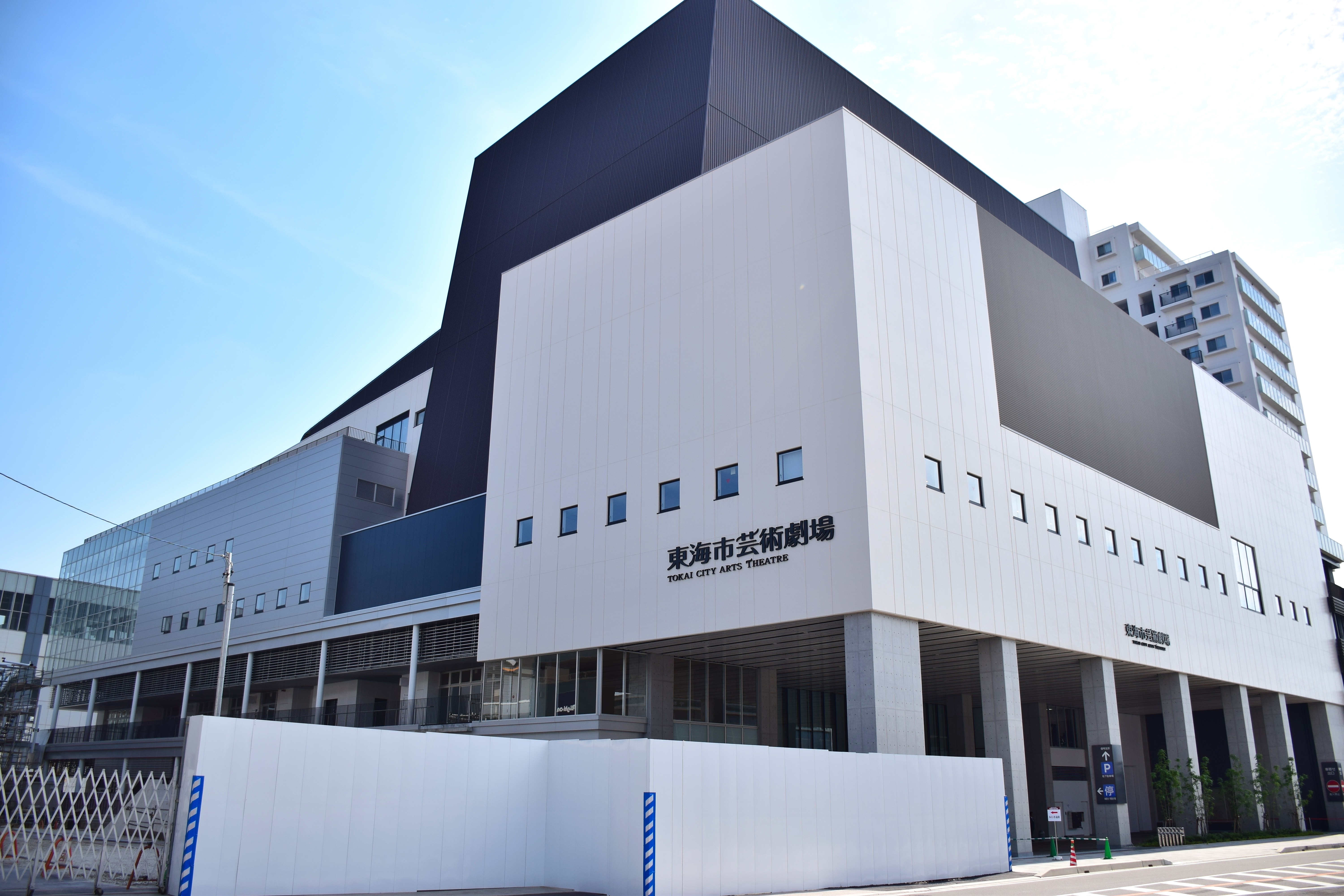
東海市芸術劇場
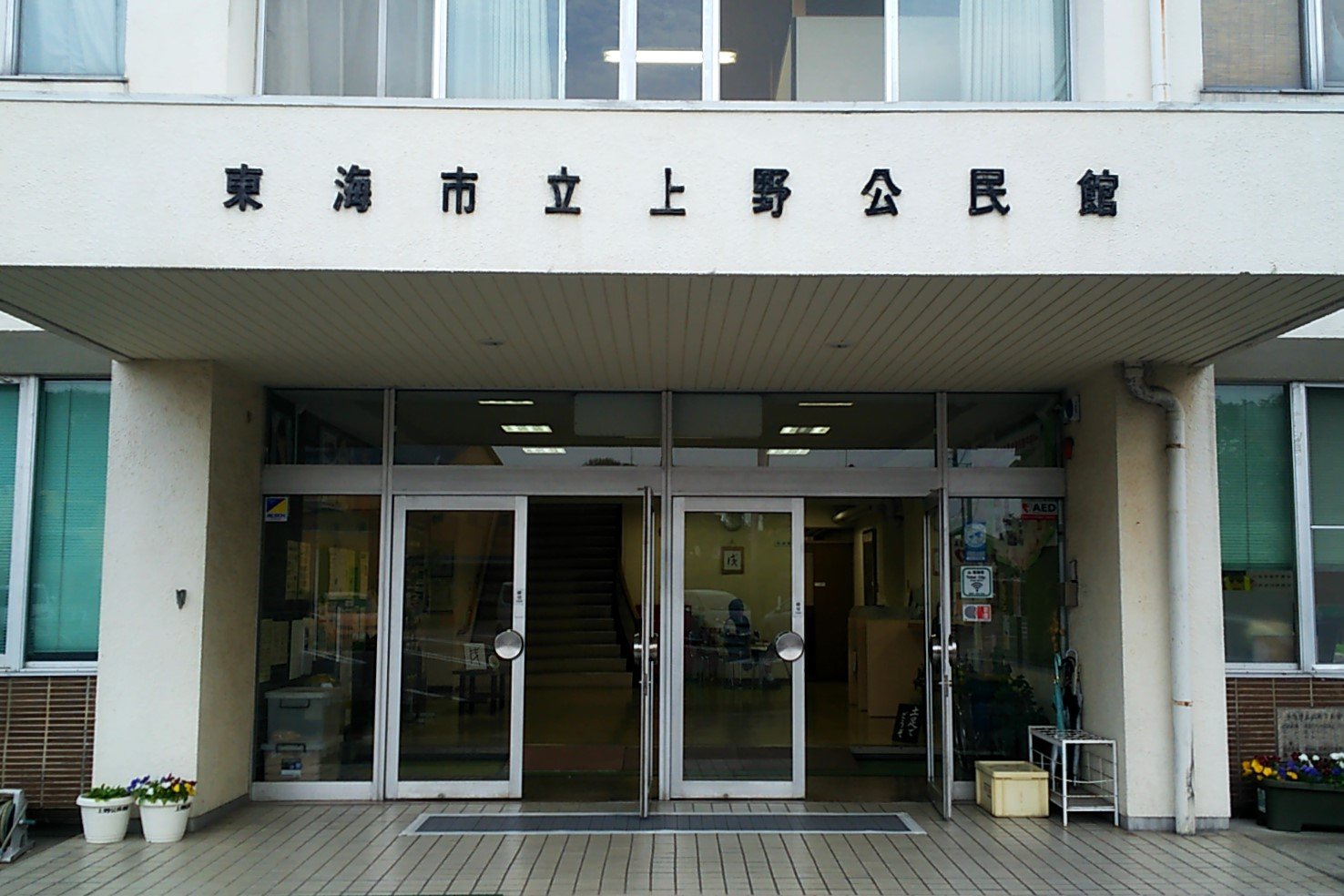
東海市立上野公民館

### 移動図書館（廃止）
東海市の市制施行直後の1969年（昭和44年）にはマツダ・クラフトを用いて移動図書館車「みどり号」の運行を開始している。1972年（昭和47年）にはトルコ行進曲を移動図書館のテーマ曲に設定した。1978年度（昭和53年度）には駐車場数を26ステーションに増やし、月2回だった巡回を月1回に変更した。1979年（昭和54年）8月1日には三菱ふそう・ローザを購入して、2代目車両に更新した。1989年（平成元年）8月6日にはトヨタ・コースターを購入して、3代目車両に更新した。1992年（平成4年）4月には駐車場数を30ステーションに増やしている。移動図書館サービスは2005年（平成17年）7月31日に廃止した。

## 利用案内
| 東海市の図書館の利用案内 | 東海市の図書館の利用案内                                                                                              | 東海市の図書館の利用案内                                                                                              |
|                          | 中央図書館 | 横須賀図書館 |
| ------------------------ | --- | --- |
| 所在地                   | 中央町三丁目2番地 | 養父町北反田41番地 |
| 開館時間                 | 9時-20時 | 9時-21時 |
| 休館日                   | 月曜日、年末年始、特別整理期間                                                                                        | 月曜日、年末年始、特別整理期間                                                                                        |
| 貸出点数                 | 本・雑誌・CD・カセット・DVD・ビデオ・紙芝居は計20点 DVD・ビデオは計5点                                                | 本・雑誌・CD・カセット・DVD・ビデオ・紙芝居は計20点 DVD・ビデオは計5点                                                |
| 貸出期間                 | 15日間 | 15日間 |
| 貸出可能者               | 知多半島5市5町在住・在勤・在学者 ※東海市・知多市・常滑市・大府市・半田市・ 東浦町・阿久比町・武豊町・美浜町・南知多町 | 知多半島5市5町在住・在勤・在学者 ※東海市・知多市・常滑市・大府市・半田市・ 東浦町・阿久比町・武豊町・美浜町・南知多町 |